# ヤナギバモクマオ
ヤナギバモクマオ Boehmeria densiflora Hook. et Arn. はイラクサ科の木本。カラムシ属では日本で唯一の木本。

## 特徴
高さ2-4mになる低木。幹は多く分枝し、若枝には灰色の短い毛が生える。葉は対生で、長楕円形から披針形、希に卵形となり、長さ6-14cm、幅は1-3cm。葉身は洋紙質で先端は鋭尖頭、つまり少し突き出しており、基部はやや幅広く終わる。葉表には全体に伏せた毛が多く、裏面では脈上に伏せた毛が多い。托様は披針形で先端は細く尖り、長さ約4mm。
雌雄同株で、雌雄は別の花序をなし、いずれも葉腋に生じる穂状花序である。雄花序は葉と同程度の長さかやや短く、雌花序はより長くて時に20-30cmに達し、垂れ下がる。

## 分布と生育環境
琉球列島に分布する。小笠原にはオガサワラモクマオ B. boninensis があるが、これは同種と考える説もある。YListでは本種の変種 var. boninensis としている。国外では台湾、中国、フィリピンに産する。
低地の石灰岩地に生える。

## 類似種など
本属にはカラムシなど多くの種があり、低木状になるものもあるが、木本であるのは日本ではこの種だけである。イラクサ科の樹木にはヤナギイチゴやハドノキなど、日本南部に数種があり、やや似ているが、雌花序が長く伸びて垂れ下がるのは本種の良い見分け点になる。